# Canton de Plouha
Le canton de Plouha est une circonscription électorale française située dans le département des Côtes-d'Armor et la région Bretagne.

## Histoire politique
- Le 25 pluviôse an X (14 février 1802), le canton de Plouha est créé pour déterminer le ressort d'un juge de paix, avec les communes de Lanleff, Lanloup, Pléhédel, Plouha, Plourhan, Pludual, Tréveneuc et Saint-Quay. Mais la création de la commune de Binic et du canton d'Etables en 1821 va soustraire les communes de Saint-Quay, Plourhan et Tréveneuc. Les limites du canton sont donc fixées avec cinq communes : Lanleff, Lanloup, Pléhédel, Pludual et Plouha.

- Créés le 28 pluviôse an VIII (17 février 1800), les conseillers généraux ne sont pas élus mais nommés par l'Empereur puis par le Roi, par arrondissement et non par canton. Il en est ainsi nommé sept pour l'arrondissement de Saint-Brieuc, parmi lesquels, à proximité du canton de Plouha, Louis Morand, armateur, maire de Paimpol, conseiller général de l'an VIII à 1815, suivi par Corouge, armateur à Paimpol et Jean-Joseph Nicol, marchand et maire de Paimpol, conseiller général nommé de 1816 à 1833. Le Conseil général dispose alors de peu de prérogatives. Tout au plus peut-il émettre des vœux ou avis sur les besoins du département.

- De 1833 à 1840, les cantons de Paimpol et de Plouha avaient le même conseiller général. Le nombre de conseillers généraux était limité à 30 par département[5].

- De 1840 à 1848, les cantons d'Etables et de Plouha avaient le même conseiller général. Le nombre de conseillers généraux par département était limité à 30[6].

### Les premiers conseillers élus
À partir de 1833, les conseillers généraux sont désormais élus au suffrage censitaire à raison d'un par canton. Cela dit, le nombre de membres étant limité à trente pour chaque Conseil général, certains cantons sont associés comme celui de Plouha avec celui de Paimpol jusqu'en 1836 et avec celui d'Étables à partir de 1840. Les premières élections cantonales se déroulent le 14 novembre 1833. Le scrutin est âprement disputé et donne l'avantage au conseiller général sortant (en place depuis 1816), Joseph Jean Nicol, maire de Paimpol. Mais en 1834, les 77 électeurs des cantons de Plouha et Paimpol décident d'élire le maire de Binic, François Le Saulnier de Saint-Jouan, armateur à Binic. Président du Conseil général à partir de 1835, il sera reconduit jusqu'en 1847. Cela dit, aux élections de 1840, le canton de Plouha est associé à celui d'Étables pour élire Louis Bernard de Rennes, fils d'un négociant de Brest originaire de Pleubian et d'Yvonne Lesné, fille et petite-fille du maire de Plouha. Avocat, puis haut magistrat à Paris, candidat des libéraux, il est constamment réélu député jusqu'en 1848. Bernard préside le Conseil général de 1844 à 1848. Le conseil ne se réunit qu'une fois par an. Durant son mandat, le plus gros investissement est le débarcadère pour la marne à Port Moguer (dont Bernard avance personnellement le financement) et la création de la D 21.
1848, la nouvelle République met en place le suffrage universel direct. Le conseiller d'arrondissement Curatteau de Courson tente de se faire élire au Conseil général mais perd l'élection contre un médecin de Lanloup, Pierre Chaumont (59,44 %). Toutefois, le retour d'un régime impérial à partir de 1852 provoque de nouvelles élections. Les candidatures des anciens maires de Plouha, Curatteau et Allain pèsent peu face à celle du général-comte Charles de Goyon, aide de camp de l'Empereur (96,7 %) reconduit en 1855, avec 96,92 %. Ces résultats étonnant, qui plus est pour un homme qui n'habite pas le canton, reflètent une candidature officielle !
La place qu'il occupe auprès de l'Empereur éloigne le général du département, souvent absent aux sessions du Conseil général mais on s'enorgueillit de ses exploits militaires chargé de diriger l'armée d'occupation à Rome. Sénateur, président du Conseil général depuis 1861, il peut enfin siéger en 1863: « Notre noble Empereur Napoléon III a daigné me permettre de venir prendre ma place parmi vous, je m'en applaudis, toujours heureux et fier de concourir avec vous, aux améliorations qui sont dans sa pensée, comme sont le but de ses constants efforts ». Illustration concrète des efforts de modernisation du pays, le canton de Plouha bénéficie d'investissements importants : D 786 refaite, entretien de Notre-Dame de Kermaria et du Temple de Lanleff « glorieux témoignages de l'habileté et de la foi de nos pères », équipements maritimes (amer de Plouha en 1867 ; débarcadère de Bréhec pour l'exploitation des « engrais de mer » ; balise du Taureau au large la pointe de la Tour, en 1863)…

### Conservateurs et Républicains
Le général décède en mai 1870, les élections cantonales de juin 1870 attribuent 54 % au gendre de Bernard de Rennes. Le nouveau conseiller général, Edme Armet de Lisle, est également magistrat, conseiller à la Cour impériale de Paris (cour d'appel), âgé de 59 ans. La mise en place de la nouvelle République ne l'empêche pas de se maintenir dans son mandat aux élections d'octobre 1871 qu'il remporte avec 60,58 % des voix. L'élection de 1874 oppose Armet de Lisle à une personnalité politique d'envergure nationale : le député républicain Alexandre Glais-Bizoin. N’entrant dans aucun débat national, Armet remporte l'élection avec 60,61 % des voix. Il sera candidat en vain à la présidence du Conseil général. Armet place souvent sa compétence juridique au service de ses collègues. On notera durant son mandat, la création d'un syndicat des gens de mer à Plouha.
À la suite du décès d'Armet - dont le Conseil général salue le « haute intelligence », le « cœur droit » et la « noblesse de sentiments » - de nouvelles élections sont prévues le 14 février suivant. L'improvisation de la campagne, tout autant que l'absence de candidature du maire et conseiller d'arrondissement Pierre-Marie Jouvelin donne un avantage important à Alfred Bessard, notaire, républicain et candidat unique. Mais parallèlement, après un an de présidence républicaine de Jules Grévy, le canton de Plouha ne semble pas adhérer longtemps au nouveau courant. Les électeurs sont convoqués en janvier 1880. Cette fois-ci, un homme qui n'est pas issu de la commune chef-lieu est candidat : le marquis Bruno de Boisgelin de Pléhédel. Petit-fils d'un député de la Seine et l'Ille-et-Vilaine, fils d'un pair de France, Boisgelin s'inscrit dans la continuité politique de ses prédécesseurs et relaie toute l'inquiétude des campagnes face aux bouleversements que connaît la société depuis un an. Boisgelin, « candidat conservateur » obtient dès le premier tours 59,32 %, contre Bessard 34,95 %. Quelques jours plus tard, les élections au conseil d'arrondissement confirment la tendance en faveur des Conservateurs Jouvelin obtenant 71,72 % contre Bessard 21,8 %. Bessard dépose en vain une requête en annulation de l'élection, arguant de pressions sur les électeurs. Cela dit, il est élu maire en 1882 et entame la « laïcisation de l'école » en 1885 avec l'expulsion des frères. Dans un vif débat contre le Préfet au Conseil général, Boisgelin demande en vain leur retour.
En 1886, Bessard tente de rassurer : « vous ne croirez pas que la Religion trouve en nous des ennemis dans notre vieille et pieuse Bretagne » ! Malgré les réformes douloureuses à Plouha, Jouvelin peine à reprendre la main. Les scrutins sont dorénavant liés, le résultat des cantonales étant presque systématiquement confirmé aux municipales. À l'échelon national, les cartes politiques sont redistribuées et le clivage Républicains/Conservateurs perd de son acuité, d'autant plus avec l'arrivée du radical, Emile Combe qui impose pour la première fois le clivage gauche/droite. Sous son mandat, le canton voit arriver la ligne de chemin de fer en 1905-1908 avec la ligne de Saint-Brieuc-Plouha et Plouha-Guingamp et une caserne de gendarmerie est construite rue Loti en 1904.
Après 25 ans de mairie et 20 ans de Conseil général, Bessard annonce son départ et ne se représente pas. Jouvelin laisse la place à son fils Pierre Ange Marie Jouvelin, également notaire qui en profite pour dénoncer les réformes brutales mises en œuvre par les radicaux, ceux qui, selon lui, n'ont pour seule devise qu'« à bas la culotte ». Jouvelin gagne à 52 % contre un Paimpolais, inspecteur des Beaux Arts à Paris, Armand Dayot. Un recours est immédiatement formé critiquant l'ingérence du clergé, pour tenter d'annuler la victoire du « candidat réactionnaire ». Le Préfet écrit lui-même à Emile Combes pour faire pression sur les magistrats… Mais face au défaut de preuve, le Conseil d'État maintient le résultat et, constatant des irrégularités, le corrige, Jouvelin a gagné à 54,12 %. Quelque temps après, Alfred Bessard, âgé de 77 ans se désiste de sa mairie en 1908. Un nouveau maire Conservateur, Armand de la Villesbret est élu, mais il est retrouvé mort à l'amorce du chemin de Pléguien, à la suite d'un accident de voiture à cheval. Refusant de cumuler avec sa nouvelle fonction de maire, Jouvelin ne se positionne pas pour les élections cantonales de 1912 et laisse la place au radical Le Cornec, maire de Lanloup.
Au lendemain de la guerre, les choses s'inversent. Le Cornec se retire de la vie politique. Après onze ans de mairie, Jouvelin perd les élections municipales face à Maître Robin, successeur professionnel et politique de Bessard. L'élection cantonale oppose maintenant Jouvelin au médecin radical Texier qui ne se défend de toute « réaction » ou « bolchevisme ». Mais l'élection donne Jouvelin très nettement gagnant avec 69,45 %.
En 1922, Jouvelin se maintient au Conseil général : « vous connaissez mes idées, elles sont aujourd'hui telles qu'elles étaient hier » mais dorénavant, il articule sa campagne sur les mots de la devise républicaine de sorte, dit-il, qu'ils « soient gravés dans nos cœurs ». À noter, pour la première fois, la présence d'un candidat Socialiste (SFIO) soutenu par Robin qui n'obtient que 6,59 %. Renforcé, Jouvelin regagne alors la fonction de maire en mai 1925 avec 55,59 % contre Robin 44,41 %, tandis que son premier adjoint, Emile Le Guen, gagne le Conseil d'arrondissement.
Les élections cantonales de 1928 sont l'occasion pour Robin de jouer sa revanche. Mais sa candidature génère un ensemble de crispations nées de la défaite aux municipales de 1925 avec des dissensions internes au comité républicain du canton et deux tracts : celui d'un « Vieux Républicain » qui dénonce un candidat qui « accorde si peu de valeur à la parole » et celui du conseiller d'arrondissement Epert, homme simple qui raconte comme Robin se moquait de son défaut d'instruction, de sa manière de parler et de ses habits usés : « Electeurs, si vous abordez M. Robin, Conseiller général, il rira de vos défauts dès que vous aurez tourné vos talons »! Au soir du 14 octobre 1928, les résultats donnent à Maître Jouvelin 50,70 % et 49,30 % à Maître Robin. Dès le 20 octobre, Robin entame en vain une action en nullité. Cela dit, Jouvelin est mis en minorité de très peu, sur la commune dont il est maire. Jouvelin perd l'élection municipale de 1928 et Robin redevient maire. Mais deux ans plus tard, en 1931, c'est bien Emile Le Guen qui se trouve reconduit dans son mandat de conseiller d'arrondissement, contre un radical avec 64,61 % des voix.

### Centristes et Socialistes
Le Guen amorce un tournant en se déclarant pleinement Républicain. Robin décède en 1931 et le greffier de paix Désiré Droumaguet lui succède à la mairie. En 1934, Jouvelin ne se représente pas aux élections cantonales et laisse sa place à Le Guen qui remporte l'élection haut la main contre Droumaguet avec 57,13 %. Le débat opposera maintenant un candidat du centre à un socialiste (le SFIO ayant pris la tête de la gauche à partir de 1936). Suspendus en 1940, les Conseils généraux ne sont rétablis qu'en avril 1944. Droumaguet laisse la place à son fils Maître Louis Droumaguet, notaire, qui devient conseiller général sous l'étiquette SFIO. Face à lui, le neveu d'Emile Le Guen, Alain Le Guen présente une candidature en 1949 et 1955 sous la bannière du Centre démocrate et social puis du MRP. Député à partir de 1958, il ne parvient au Conseil général qu'en 1964. Cela lui ouvre la voie pour la mairie en 1971. En 1974, il est reconduit dans son mandat de conseiller général face au Socialiste Jean Derrien.
En 1977, Alain Le Guen ne se représente pas aux élections municipales face au clerc de notaire Jean Lanno, socialiste, qui devient maire de Plouha et remporte les élections cantonales de 1979. Jean Derrien, premier adjoint, remplace Jean Lanno au Conseil général, en 1985 et à la mairie, en 1986, postes qu'il conservera jusqu'en 2001 pour le premier et en 2004 pour le second. Les centristes Alain Parlier, maire de Plédédel, Francine Guyot, maire de Pludual et Jean-Claude Le Guen, fils d'Emile Le Guen prennent la suite du combat mais il ne parviennent pas à s'imposer aux élections cantonales face à Jean Derrien. En 2001, Jean-Claude Le Guen remporte la mairie mais en 2004 c'est le conseiller municipal d'opposition socialiste Philippe Delsol qui remporte l'élection ce qui lui ouvre la voie pour la mairie en 2008. Il est réélu en mars 2011 face à Eric Duval, conseiller municipal d'opposition à Plouha.

### Redécoupage cantonal de 2015
Un nouveau découpage territorial des Côtes-d'Armor entre en vigueur à l'occasion des élections départementales de mars 2015, défini par le décret du 13 février 2014, en application des lois du 17 mai 2013 (loi organique 2013-402 et loi 2013-403). Les conseillers départementaux sont, à compter de ces élections, élus au scrutin majoritaire binominal mixte. Les électeurs de chaque canton élisent au Conseil départemental, nouvelle appellation du Conseil général, deux membres de sexe différent, qui se présentent en binôme de candidats. Les conseillers départementaux sont élus pour 6 ans au scrutin binominal majoritaire à deux tours, l'accès au second tour nécessitant 12,5 % des inscrits au 1er tour. En outre la totalité des conseillers départementaux est renouvelée. Ce nouveau mode de scrutin nécessite un redécoupage des cantons dont le nombre est divisé par deux avec arrondi à l'unité impaire supérieure si ce nombre n'est pas entier impair, assorti de conditions de seuils minimaux. Dans les Côtes-d'Armor, le nombre de cantons passe ainsi de 52 à 27. Le nombre de communes du canton de Plouha passe de x à 18.
Le nouveau canton de Plouha est formé de communes des anciens cantons de Étables-sur-Mer (6 communes), de Lanvollon (10 communes), de Plouha (2 communes). Avec ce redécoupage administratif, le territoire du canton s'affranchit des limites d'arrondissements, avec 17 communes incluses dans l'arrondissement de Saint-Brieuc et 1 dans l'arrondissement de Guingamp. Le bureau centralisateur est situé à Plouha.

## Représentation

### Conseillers d'arrondissement (de 1833 à 1940)
| Période                                  | Période | Identité                   | Étiquette            | Qualité |
| ---------------------------------------- | ------- | -------------------------- | -------------------- | --- |
| 1833                                     | 1848    | Nelti Currateau de Courson |                      | Maire de Plouha Intendant de la Marine                                                                      |
| 1848                                     | 1852    | François Marie Allain      |                      | Maire de Plouha Greffier de paix                                                                            |
| 1852                                     | 1861    | Joseph Derrien             |                      | Juge de paix du canton de Plouha                                                                            |
| 1861                                     | 1871    | François Marie Allain      |                      | Maire de Plouha Greffier de paix                                                                            |
| 1871                                     | 1873    | Léopold Yves Houard        |                      | Maire de Plouha Notaire                                                                                     |
| 1873                                     | 1886    | Pierre Jouvelin            |                      | Maire de Plouha Notaire                                                                                     |
| 1886                                     | 1912    | Pierre Le Cornec           | Républicain          | Maire de Lanloup Agriculteur                                                                                |
| 1912                                     | 1919    | Edgar Texier               | Radical              | Médecin à Plouha                                                                                            |
| 1919                                     | 1925    | Yves Le Calvez             | Conservateur         | Propriétaire à Lanloup                                                                                      |
| 1928                                     | 1934    | Emile Le Guen              | Républicain national | Maire de Plouha Marchand                                                                                    |
| 1934                                     | 1937    | Jean-François Gouarin      | PDP                  | Agriculteur, adjoint au maire de Pludual                                                                    |
| 1937                                     | 1940    | Pierre Ellien              | PDP                  | Cultivateur, adjoint au maire de Plouha                                                                     |
| 1940                                     |         |                            |                      | Les conseils d'arrondissement ont été suspendus par la loi du 12 octobre 1940 et n'ont jamais été réactivés |
| Les données manquantes sont à compléter. |         |                            |                      | |

### Conseillers généraux de 1833 à 2015
| Période | Période      | Identité                         | Étiquette    | Qualité |
| ------- | ------------ | -------------------------------- | ------------ | --- |
| 1833    | 1834 (décès) | Joseph Nicol                     | Orléaniste   | Négociant, juge au Tribunal de commerce Maire de Paimpol                                                                       |
| 1834    | 1840         | Louis Le Saulnier de Saint-Jouan | Orléaniste   | Maire de Binic Président du Conseil général                                                                                    |
| 1840    | 1848         | Louis Bernard de Rennes          | Orléaniste   | Président du Conseil général Député (1830, 1831-1834, 1836-1848) Magistrat Avocat                                              |
| 1848    | 1852         | Pierre Chaumont                  | Républicain  | Médecin à Lanloup |
| 1852    | 1870         | Charles-Marie-Augustin de Goyon  | Bonapartiste | Général de division Aide de camp de l'Empereur Napoléon III Président du Conseil général Sénateur du Second Empire (1862-1870) |
| 1870    | 1879 (décès) | Edme Armet de Lisle              | Conservateur | Conseiller municipal de Plouha Magistrat Propriétaire à Paris                                                                  |
| 1879    | 1880         | Alfred Bessard                   | Rad.         | Maire de Plouha Notaire |
| 1880    | 1886         | Marquis Bruno de Boisgelin       | Conservateur | Propriétaire Pléhédel |
| 1886    | 1904         | Alfred Bessard                   | Rad.         | Maire de Plouha Notaire |
| 1904    | 1910         | Pierre Ange Jouvelin             | Conservateur | Maire de Plouha Notaire |
| 1910    | 1919         | Pierre Le Cornec                 | Rad.         | Maire de Lanloup Agriculteur                                                                                                   |
| 1919    | 1934         | Pierre Ange Jouvelin             | URD          | Maire de Plouha Notaire |
| 1934    | 1940         | Emile Le Guen                    | PDP          | Maire de Plouha Marchand |
|         |              |                                  |              | |
| 1945    | 1964         | Louis Droumaguet                 | SFIO         | Maire de Plouha Notaire |
| 1964    | 1979         | Alain Le Guen                    | MRP puis CD  | Agriculteur Maire de Plouha (1971-1977) Député (1958-1967)                                                                     |
| 1979    | 1985         | Jean Lanno                       | DVG          | Maire de Plouha (1977-1986) Clerc de notaire                                                                                   |
| 1985    | 2004         | Jean Derrien                     | PS           | Maire de Plouha (1986-2001) Enseignant EPS                                                                                     |
| 2004    | 2015         | Philippe Delsol                  | PS           | Maire de Plouha (2008-2014) Enseignant EPS                                                                                     |

### Conseillers départementaux après 2015
| Période élective | Période élective | Mandat | Mandat   | Identité          | Nuance | Nuance | Qualité |
| ---------------- | ---------------- | ------ | -------- | ----------------- | ------ | ------ | --- |
| 2015             | 2021             | 2015   | 2021     | Valérie Rumiano   |        | LR     | Consultante en immobilier, adjointe au maire de Plouha (2014-2016) 6ème Vice-Présidente du Conseil départemental (Enfance et famille) |
| 2015             | 2021             | 2015   | 2021     | Thierry Simelière |        | UDI    | Chirurgien, maire de Saint-Quay-Portrieux 9ème Vice-Président du Conseil départemental (Culture et patrimoine)                        |
| 2021             | 2028             | 2021   | en cours | Valérie Rumiano   |        | LR     | Conseillère sortante |
| 2021             | 2028             | 2021   | en cours | Thierry Simelière |        | HOR    | Conseiller sortant. Membre d'Horizons depuis janvier 2022                                                                             |

### Résultats détaillés

#### Élections de mars 2015
À l'issue du 1er tour des élections départementales de 2015, deux binômes sont en ballottage : Valérie Rumiano et Thierry Simelière (Union de la Droite, 32,8 %) et Chantal Delugin et Loïc Raoult (PS, 32,4 %). Le taux de participation est de 56,72 % (12 361 votants sur 21 792 inscrits) contre 56,24 % au niveau départementalet 50,17 % au niveau national.
Au second tour, Valérie Rumiano et Thierry Simelière (Union de la Droite) sont élus avec 52,03 % des suffrages exprimés et un taux de participation de 56,95 % (5 937 voix pour 12 409 votants et 21 791 inscrits).

#### Élections de juin 2021
Le premier tour des élections départementales de 2021 est marqué par un très faible taux de participation (33,26 % au niveau national). Dans le canton de Plouha, ce taux de participation est de 40,6 % (9 329 votants sur 22 980 inscrits) contre 39,37 % au niveau départemental. À l'issue de ce premier tour, deux binômes sont en ballottage : Valérie Rumiano et Thierry Simelière (DVD, 41,89 %) et Philippe Le Goux et Charlotte Quénard (Union à gauche, 41,88 %).
Le second tour des élections est marqué une nouvelle fois par une abstention massive équivalente au premier tour. Les taux de participation sont de 34,3 % au niveau national, 40,31 % dans le département et 42,77 % dans le canton de Plouha. Valérie Rumiano et Thierry Simelière (DVD) sont élus avec 51,02 % des suffrages exprimés (4 662 voix pour 9 830 votants et 22 981 inscrits),,.

## Composition

### Composition avant 2015

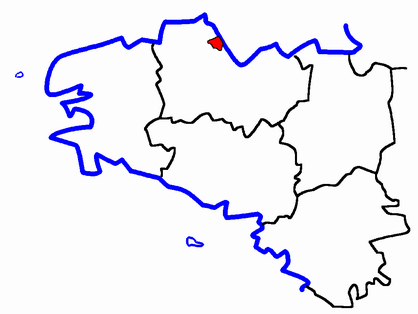
Situation du canton de Plouha dans le département des Côtes-d'Armor avant 2015.

Le canton de Plouha regroupait cinq communes.
| Nom                | Code Insee | Codepostal | Superficie (km2) | Population (dernière pop. légale) | Densité (hab./km2) |
| ------------------ | ---------- | ---------- | ---------------- | --------------------------------- | ------------------ |
| Plouha (chef-lieu) | 22222      | 22580      | 39,97            | 4 546 (2012)                      | 114                |
| Lanleff            | 22108      | 22290      | 2,16             | 106 (2012)                        | 49                 |
| Lanloup            | 22109      | 22580      | 2,45             | 264 (2012)                        | 108                |
| Pléhédel           | 22178      | 22290      | 12,36            | 1 286 (2012)                      | 104                |
| Pludual            | 22236      | 22290      | 9,27             | 735 (2011)                        | 79                 |

À la fin des années 1990, les communes de Lanloup, Lanleff et Pléhédel ont intégré la communauté de communes Paimpol-Goëlo, tandis que les communes de Pludual et Plouha ont rejoint la communauté de communes Lanvollon - Plouha.

### Composition à partir de 2015
Après le redécoupage de 2014, le canton de Plouha comptait dix-huit communes.
À la suite de la fusion, au 1er mars 2016, d'Étables-sur-Mer et Binic pour former la commune nouvelle de Binic-Étables-sur-Mer, le canton comprend désormais dix-sept communes.
| Nom                            | Code Insee | Intercommunalité                    | Superficie (km2) | Population (dernière pop. légale) | Densité (hab./km2) | Modifier                                    |
| ------------------------------ | ---------- | ----------------------------------- | ---------------- | --------------------------------- | ------------------ | ------------------------------------------- |
| Plouha (bureau centralisateur) | 22222      | CC Leff Armor Communauté            | 39,97            | 4 677 (2022)                      | 117                | modifier les données · modifier les données |
| Binic-Étables-sur-Mer          | 22055      | CA Saint-Brieuc Armor Agglomération | 15,34            | 7 020 (2022)                      | 458                | modifier les données · modifier les données |
| Le Faouët                      | 22057      | CC Leff Armor Communauté            | 7,55             | 410 (2022)                        | 54                 | modifier les données · modifier les données |
| Gommenec'h                     | 22063      | CC Leff Armor Communauté            | 11,83            | 552 (2022)                        | 47                 | modifier les données · modifier les données |
| Lannebert                      | 22112      | CC Leff Armor Communauté            | 6,99             | 431 (2022)                        | 62                 | modifier les données · modifier les données |
| Lantic                         | 22117      | CA Saint-Brieuc Armor Agglomération | 15,81            | 1 799 (2022)                      | 114                | modifier les données · modifier les données |
| Lanvollon                      | 22121      | CC Leff Armor Communauté            | 5,01             | 1 907 (2022)                      | 381                | modifier les données · modifier les données |
| Pléguien                       | 22177      | CC Leff Armor Communauté            | 15,48            | 1 440 (2022)                      | 93                 | modifier les données · modifier les données |
| Plourhan                       | 22232      | CA Saint-Brieuc Armor Agglomération | 17,24            | 2 137 (2022)                      | 124                | modifier les données · modifier les données |
| Pludual                        | 22236      | CC Leff Armor Communauté            | 9,27             | 737 (2022)                        | 80                 | modifier les données · modifier les données |
| Saint-Gilles-les-Bois          | 22293      | CC Leff Armor Communauté            | 9,45             | 389 (2022)                        | 41                 | modifier les données · modifier les données |
| Saint-Quay-Portrieux           | 22325      | CA Saint-Brieuc Armor Agglomération | 3,87             | 3 253 (2022)                      | 841                | modifier les données · modifier les données |
| Tréguidel                      | 22361      | CC Leff Armor Communauté            | 6,56             | 630 (2022)                        | 96                 | modifier les données · modifier les données |
| Tréméven                       | 22370      | CC Leff Armor Communauté            | 5,12             | 355 (2022)                        | 69                 | modifier les données · modifier les données |
| Tressignaux                    | 22375      | CC Leff Armor Communauté            | 7,29             | 682 (2022)                        | 94                 | modifier les données · modifier les données |
| Tréveneuc                      | 22377      | CA Saint-Brieuc Armor Agglomération | 6,65             | 813 (2022)                        | 122                | modifier les données · modifier les données |
| Trévérec                       | 22378      | CC Leff Armor Communauté            | 4,33             | 224 (2022)                        | 52                 | modifier les données · modifier les données |
| Canton de Plouha               | 2222       |                                     | 187,76           | 27 456 (2022)                     | 146                | modifier les données                        |

## Services de l'État dans le canton
La brigade de gendarmerie de Plouha est rattachée à la communauté de brigades d'Étables.
La perception de Plouha a été supprimée en 2004 et rattachée à la perception de Lanvollon.

## Démographie

### Démographie avant 2015
| 1962  | 1968  | 1975  | 1982  | 1990  | 1999  | 2006  | 2011  | 2012  |
| ----- | ----- | ----- | ----- | ----- | ----- | ----- | ----- | ----- |
| 6 870 | 6 478 | 6 217 | 6 217 | 6 007 | 6 304 | 6 747 | 6 993 | 6 949 |

### Démographie depuis 2015
En 2022, le canton comptait 27 456 habitants, en évolution de +4,43 % par rapport à 2016 (Côtes-d'Armor : +1,78 %, France hors Mayotte : +2,11 %).
| 2013   | 2018   | 2022   |
| ------ | ------ | ------ |
| 26 131 | 26 571 | 27 456 |